# Toxic Crusaders
Toxic Crusaders är en amerikansk animerad TV-serie, baserad på filmerna "Toxic Avenger" men riktad till en yngre publik. TV-serien följer ett samtida ekologiskt koncept och element från TV-serier som Captain Planet and the Planeteers, Swamp Thing och serietidningar som Teenage Mutant Ninja Turtles Adventures/Mutanimals och handlar om en superhjältetrio som bekämpar miljöbovar. Hjältars kamp mot miljöbovar och miljöförstöring var ett vanligt tema inom populärkultur åren runt 1990 där utöver Toxic Crusaders kan nämnas Widget, Captain Planet, Mutanimals/Teenage Mutant Ninja Turtles Adventures och Trash Bag Bunch. TV-serien visades i USA under tidigt 1991, och utspelar sig i fiktiva staden Tromaville, New Jersey.
TV-serien kunde i Sverige ses i The Children's Channel för den som hade kabel-TV eller parabolantenn. I vissa svenska grundskolor hölls kring 1992 föredrag om att Toxic Crusaders-leksakerna verkligen innehöll giftiga ämnen och skulle bannlysas.

### Fotnoter
1. ↑  Ola Sigvardsson (8 augusti 1992). ”Hård marknadsföring av nytt monster. Leksaker i PVC-plast säljs med miljöargument”. Dagens nyheter. Arkiverad från originalet den 9 november 2015. https://web.archive.org/web/20151109193100/http://www.dn.se/arkiv/ekonomi/hard-marknadsforing-av-nytt-monster-leksaker-i-pvcplast-saljs-med. Läst 10 mars 2015.
2. ↑  Eve M. Kahn (3 mars 1991). ”Television; Cartoons for a Small Planet” (på engelska). New York Times. http://www.nytimes.com/1991/03/03/arts/television-cartoons-for-a-small-planet.html. Läst 9 mars 2015.
3. ↑  Dylan M. Johansson (23 juli 2007). ”Toxic Crusaders”. Popkorn. Arkiverad från originalet den 13 januari 2008. https://web.archive.org/web/20080113051703/http://www.popkorn.nu/arkiv_lek/toxic.html. Läst 15 november 2007.